# Loutre Township (comté d'Audrain, Missouri)
Pour les articles homonymes, voir Loutre (homonymie).
Loutre Township est un township du comté d'Audrain dans le Missouri, aux États-Unis,. En 2010, le township comptait une population de 824 habitants. Fondé en 1837, il est baptisé en référence à un cours d'eau du même nom.

## Source de la traduction
- (en) Cet article est partiellement ou en totalité issu de l’article de Wikipédia en anglais intitulé « Loutre Township, Audrain County, Missouri » (voir la liste des auteurs).